# شعب الضباء (شرس)

تعديل مصدري - تعديل

شعب الضباء هي إحدى قرى عزلة شرس الاعلى بمديرية شرس التابعة لمحافظة حجة، بلغ تعداد سكانها 86 نسمة حسب تعداد اليمن لعام 2004.